# Dniestr
Ne doit pas être confondu avec Dniepr.
Le Dniestr (nom russe Днестр) ou Nistru (nom moldave/roumain) ou Dnister (nom ukrainien Дністер) est un fleuve d'Europe de l'Est long de 1 362 km, issu des Carpates ukrainiennes, dans les Beskides orientales, en Ukraine occidentale, et aboutissant à la mer Noire en Ukraine méridionale. Il coule d'abord vers le nord-est puis vers le sud-est, passe à Sambir, Halytch, Khotyn et Mohyliv-Podilskyï, Soroca, Bender-Tighina, Tiraspol, Ovidiopol et Bilhorod-Dnistrovskyï, avant de déboucher dans le liman du Dniestr, au sud-ouest d'Odessa. Les dictionnaires français ont adopté le nom russe. Dans l'antiquité il était nommé en grec et latin Tyras et en scythe Danastris.
Après avoir été, de 1359 à 1812, la frontière orientale de la principauté de Moldavie qui y a élevé les forteresses de Hotin, Movilău, Soroca, Tighina et Cetatea Albă face aux razzias des Tatars, il est devenu au XVIIIe siècle un fleuve austro-hongrois en amont et au XIXe siècle un fleuve russe en aval, puis entièrement soviétique de 1945 à 1991. Depuis, il fait partiellement office de frontière entre l'Ukraine et la Moldavie, et, à l'intérieur de celle-ci, entre la zone sous contrôle du gouvernement (rive droite), et la zone sous contrôle russe (rive gauche). Cependant, certaines communes de la rive gauche (Coșnița, Pîrîta) sont sous contrôle du gouvernement moldave, tandis que la ville de Bender-Tighina (ses noms moldave et russe) sur la rive droite est sous contrôle de la république séparatiste de Transnistrie, soutenue par la Russie.

## Histoire
Dans l'antiquité, les rives du fleuve étaient peuplées de Scythes, de Sarmates et de Gètes (ou Daces), tandis que les grecs antiques fondent à son embouchure la colonie de Tyras. Dans l'antiquité tardive, arrivent les Goths, les Bastarnes, les Huns, les Antes et, à partir du VIe siècle les Slaves. Le christianisme se répand et des monastères troglodytiques existaient au XIIe siècle sur les rives du Dniestr, alors importante voie commerciale entre la mer Baltique et la mer Noire, par où transitaient vers le nord les soieries, les épices, les tissus, les vins et le miel de Byzance, et vers le Sud l'ambre, les fourrures et l'étain venus des îles Britanniques, de Scandinavie et des pays baltes. Le long de cette voie se croisaient les Grecs byzantins, les Slaves, les Varègues, les Valaques, les Volochovènes et les Génois,, ; ces derniers ouvrent des comptoirs à Soroca (alors Policromia ou Olihonia), à Teghenaccio) et à Cetatea Albă (alors Montecastro).
En 1223 arrivent les Mongols et les Tatars de la Horde d'or, qui sont combattus par l'alliance des rois de Pologne, des grands-ducs de Lituanie, des princes moldaves et des rois de Hongrie. En 1412, cette alliance prend le contrôle des deux rives du fleuve jusqu'à son embouchure : les polonais et lituaniens contrôlent la rive gauche, les moldaves la rive droite.
Aux XVe – XVIIe siècles les Turcs ottomans alliés aux Tatars de Crimée conquièrent l'aval et l'embouchure du fleuve, annexant d'abord les régions du Boudjak moldave et de l'Edisan polonais (actuel oblast d'Odessa), puis, plus tardivement et plus brièvement, la région moldave de Hotin (actuel oblast de Tchernivtsi) et la région polonaise de Podolie avec la forteresse de . Le fleuve cesse alors d'être la grande artère commerciale de l'Ukraine et de la Moldavie. Aux XVIIIe – XIXe siècles c'est l'Empire russe qui conquiert les rives du fleuve : la Podolie et l'Edisan en 1793 et la Moldavie orientale, alors appelée Bessarabie, en 1812. Aux XVIIIe – XIXe siècles, après le Premier partage de la Pologne partiellement annexée par le royaume de Prusse, le bassin de la Vistule et l'accès à la Baltique se ferment aux céréales désormais russes, car les Prussiens s'emparent de plus de 80 % du commerce extérieur de la Pologne-Lituanie, exigeant d'énormes droits de douane, ce qui la ruine.
Faute de débouchés, les régions céréalières du Sud de la Pologne sont en situation de surproduction et de plus, les relations deviennent conflictuelles entre les « arendaches » (tenanciers, gérants) des immenses domaines latifundiaires de la noblesse polonaise dès lors dépossédée, et leurs nouveaux propriétaires de la noblesse russe. L'Empire russe songe alors à utiliser le Dniestr et le Boug méridional, qui s'écoulent parallèlement vers la mer Noire, pour y faire transiter la production céréalière vers Odessa, ce qui relance l'économie de la région. Le Dniestr et ses villes riveraines se trouvent dans la « zone de Résidence » des juifs ashkénazes devenus russes par les partages de la Pologne, qui forment alors la principale communauté juive dans le monde et participent à l'essor économique et culturel de la région, mais suscitent l'hostilité économique et religieuse des chrétiens, et subissent persécutions et violences.
En 1917, pendant la révolution russe, le Dniestr devient une frontière entre la Moldavie qui proclame son indépendance rive droite, et l'Ukraine qui proclame la sienne sur la rive gauche. En 1918 la Moldavie vote son union avec la Roumanie, où l'« office Nansen » est chargé d'accueillir les personnes fuyant la terreur rouge de la Russie soviétique qui, sur la rive gauche, transforme la République populaire ukrainienne en une république soviétique et y pourchasse les Russes blancs, les anciens aristocrates, bourgeois, commerçants (dont un grand nombre de juifs russes), les soi-disant « koulaks » (paysans possédant les lopins de terre et des têtes de bétail), les intellectuels, les indépendantistes ukrainiens, les anarchistes et les paysans affamés, tous indistinctement classés par les autorités soviétiques comme « ennemis de classe et éléments contre-révolutionnaires ». Certains parviennent à passer le Dniestr à la nage ou sur la glace, surtout de nuit, mais bien rares sont ceux qui parviennent à emporter quelque bagage, et beaucoup sont tués, noyés, ou capturés et envoyés au Goulag par les gardes-frontières soviétiques : parmi ceux qui leur échappent, plus d'un se voit confisquer son baluchon par les garde-frontière roumains avant de recevoir le « passeport Nansen »,.
De 1940 à 1941 (pacte Hitler-Staline) et à nouveau de 1944 à 1991, les deux rives du fleuve sont soviétiques et « nettoyées » par le NKVD des réfugiés qui s'y trouvaient encore, ainsi que de tous les Moldaves qui avaient été salariés de l'état roumain ou qui ont été classés comme « koulaks », tous déportés vers le Goulag. De 1941 à 1944 ce sont les Juifs vivant sur les rives du Dniestr, tous indistinctement accusés d'avoir soutenu les soviétiques par les autorités de la Roumanie devenue fasciste et alliée aux nazis, qui sont exterminés par le régime Antonescu, de sorte qu'à l'issue de la seconde Guerre mondiale, les rives du fleuve sont aux trois-quarts dépeuplées tandis que les infrastructures (ponts, gares, pontons, embarcadères) sont ruinées. Progressivement, elle furent repeuplées de Moldaves par l'exode rural depuis les villages alentour, et de Russes et Ukrainiens par la mise en place de l'administration soviétique et des industries. Depuis la seconde indépendance de l'Ukraine et de la Moldavie en 1991, le Dniestr venu des Carpates ukrainiennes devient frontalier entre l'Ukraine et la Moldavie qu'il traverse ensuite, avant de redevenir frontalier plus en aval, et de repasser en Ukraine peu avant de rejoindre la mer Noire au sud-ouest d'Odessa. En 1992, les rives du fleuve sont le théâtre d'un conflit post-soviétique, la guerre du Dniestr, « répétition générale mais limitée » de la guerre russo-ukrainienne qui commencera 22 ans plus tard, en 2014,.

## Géologie

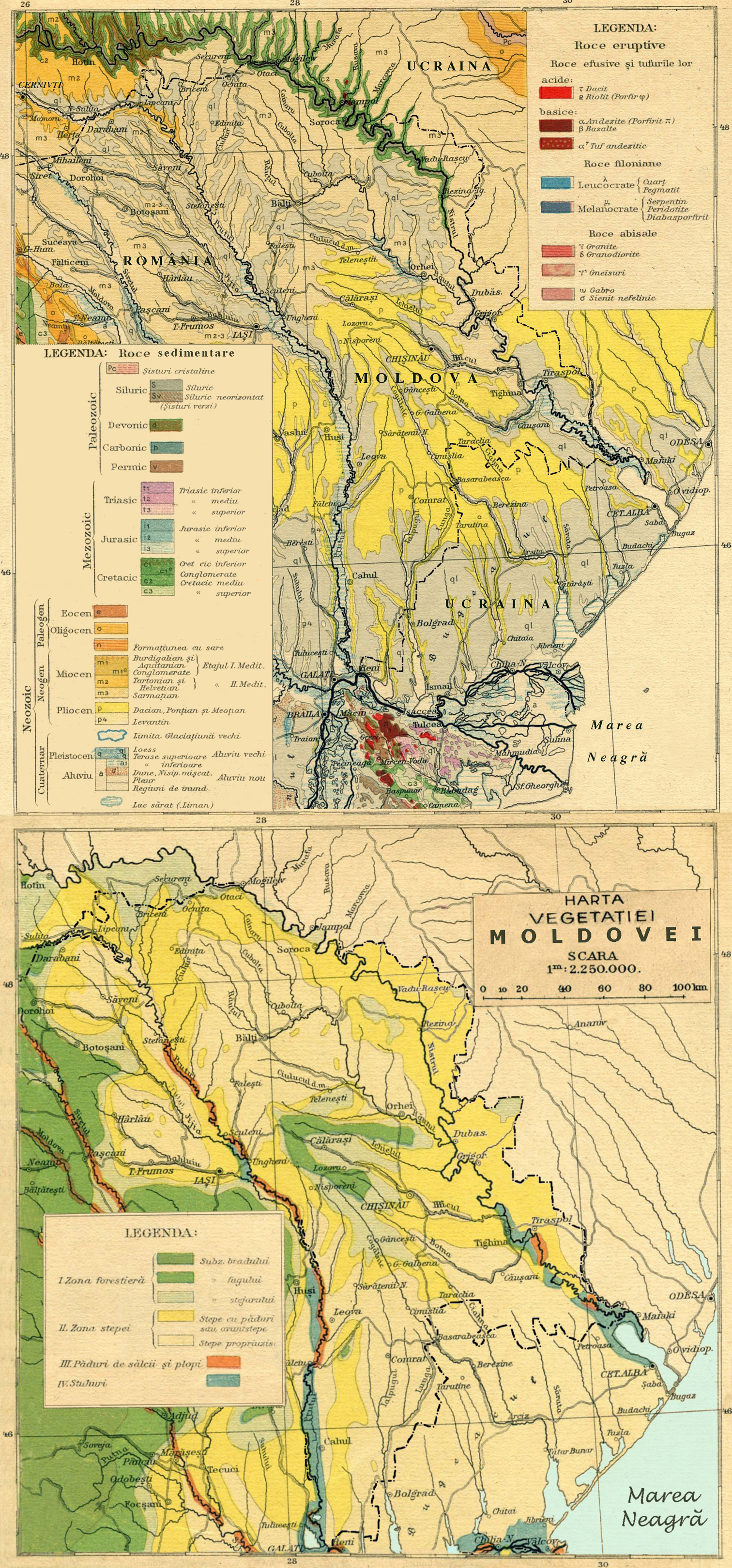
Géologie et zones de végétation naturelle sur les rives du Dniestr moyen et inférieur.

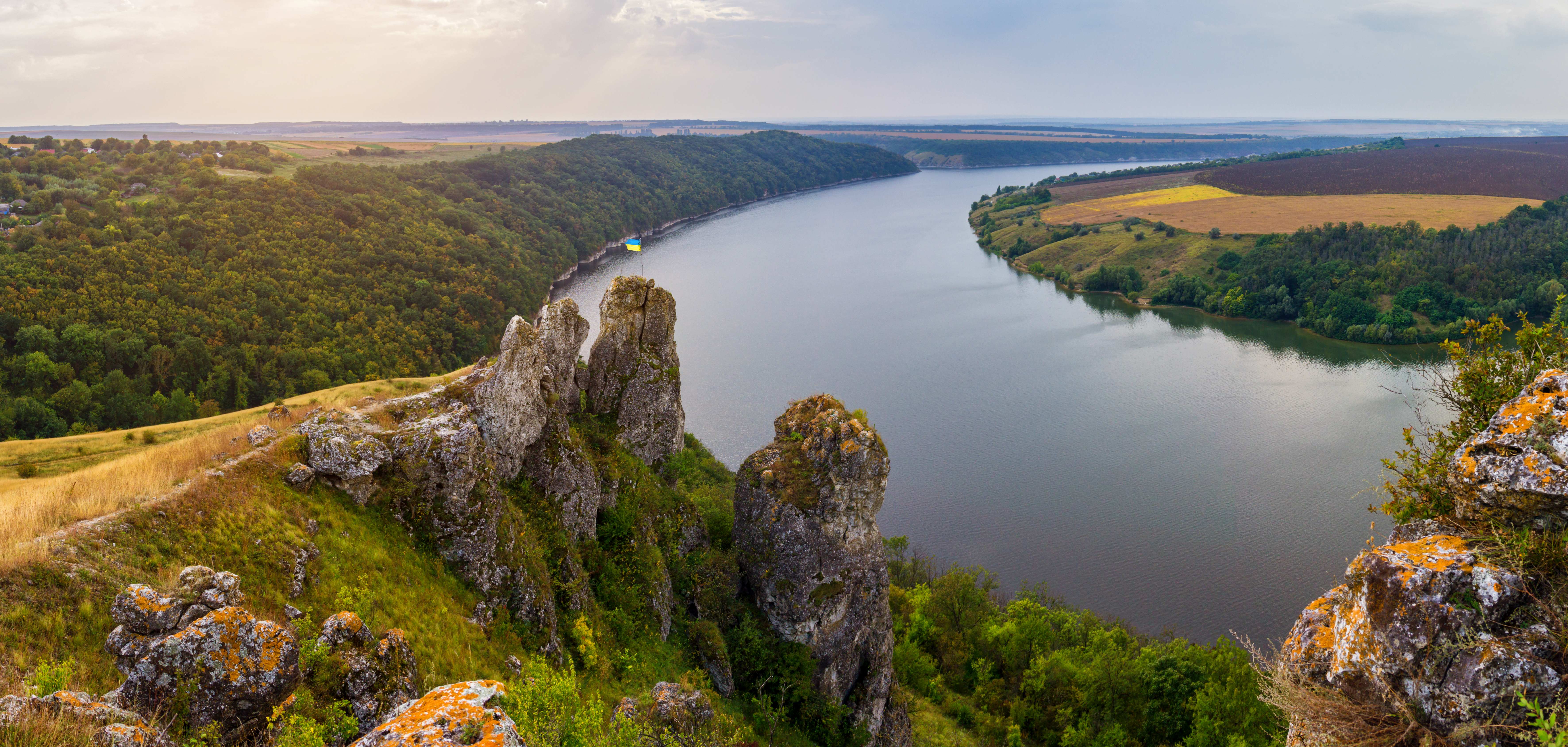
Éperons calcaires le long du Dniestr, dans l'oblast de Tchernivtsi, près du village de Nahorna.

Jusqu'au Pliocène, le Dniestr coulait dans une vaste plaine alluviale très plate où il faisait de larges méandres avant de se verser dans la mer Sarmatique (recouvrant et reliant les actuelles mers Noire, Caspienne et d'Aral). Au début du Pléistocène, le plateau moldo-podolien a commencé à se soulever en raison de la poussée carpatique et le fleuve avec ses méandres s'y est enfoncé par érosion, atteignant le substrat du Crétacé au fond de son canyon. D'où des paysages évoquant ceux de la Moselle en occident.

## Hydrologie

### Le Dniestr à Bender-Tighina
Relevés à la station de Bender-Tighina (selon ses noms russe et moldave) :

## Affluents
Les affluents principaux du Dniestr sont :
- Zolota Lypa (rg) 85 km,
- Koropets (rg) 78 km,
- Strypa (rg) 147 km,
- Seret (rg) 242 km,
- Zbroutch (rg) 247 km,
- Smotrytch (rg) 169 km,
- Ouchytsia (rg) 122 km,
- Mourafa (rg) 163 km,
- Yahorlyk (rg),
- Koutchourhan (rg),
- Stryï (rd[note 1]) 231 km,
- Limnitsia (rd) 122 km,
- Hnyla Lypa (rd) 87 km,
- Răut (rd) 286 km,
- Ichel (rd),
- Bîc (rd) 155 km,
- Botna (rd)[1].

## Patrimoine culturel, aménagements et écologie

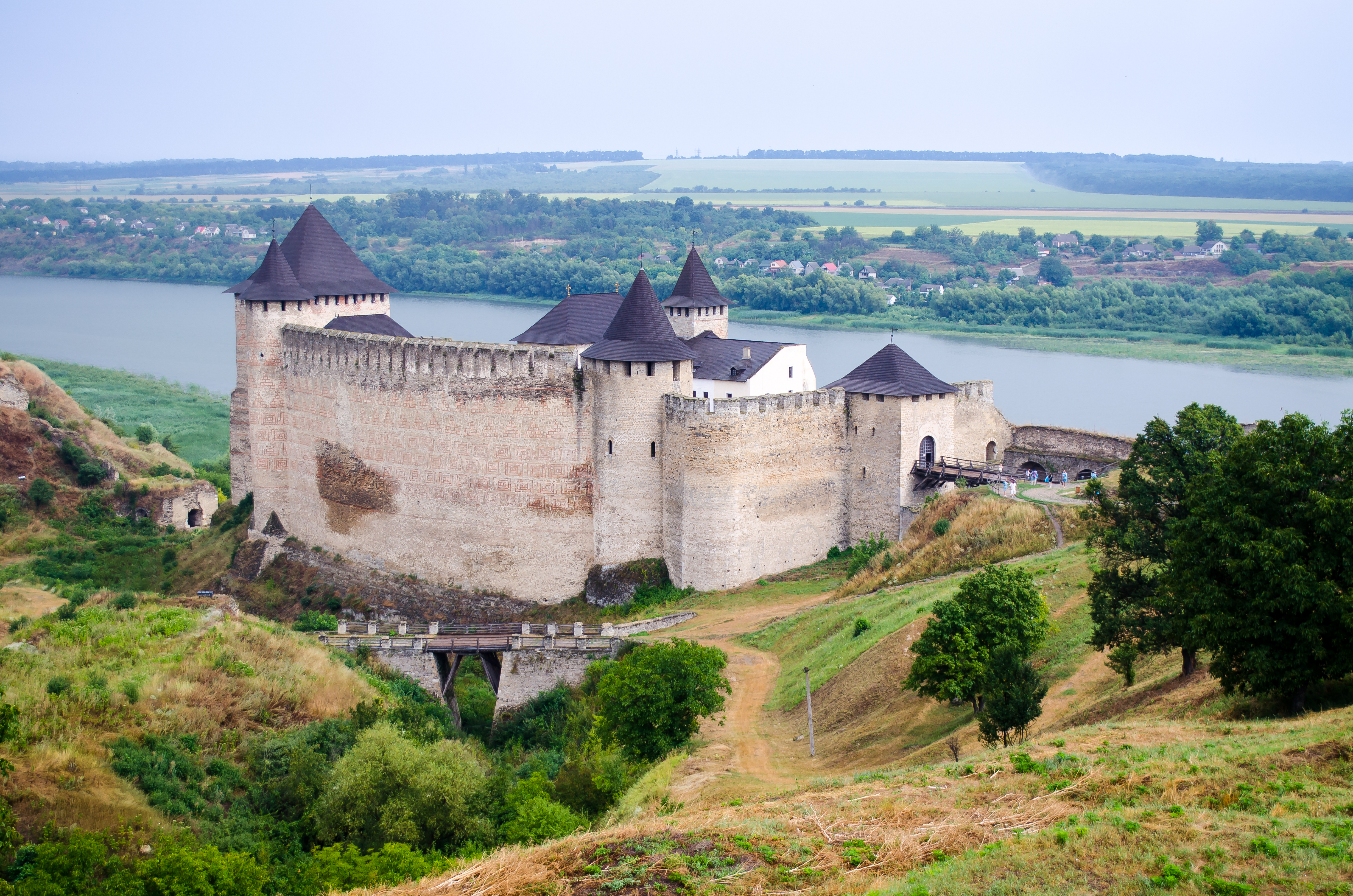
Forteresse moldave de Hotin, aujourd'hui l'une des « Sept merveilles d'Ukraine », dans l'oblast de Tchernivtsi.

Le Dniestr traverse ou longe les régions historiques de Galicie orientale, où il prend sa source, puis de Podolie et de l'Edisan (rive gauche), de Boukovyne-Moldavie-Bessarabie (rive droite), et plusieurs sites remarquables se trouvent le long de ses rives : les forteresses médiévales polonaises de Kamenets et de Mohyliv (rive gauche), et moldaves de Hotin (aujourd'hui Khotyn en Ukraine), de Soroca, de Tighina et de Cetatea Albă (rive droite), édifiées respectivement par les rois de Pologne et les voïvodes moldavesn voire ensemble (Mohyliv) pour protéger les principaux gués du fleuve contre les raids esclavagistes du Khanat de Crimée, ainsi que les monastères troglodytiques de Butuceni en Moldavie et de Liadova en Ukraine, datant du XVe siècle. Trois de ces sites (Hotin, Kamenets, Cetatea Albă) font aujourd'hui partie des « Sept merveilles d'Ukraine ».

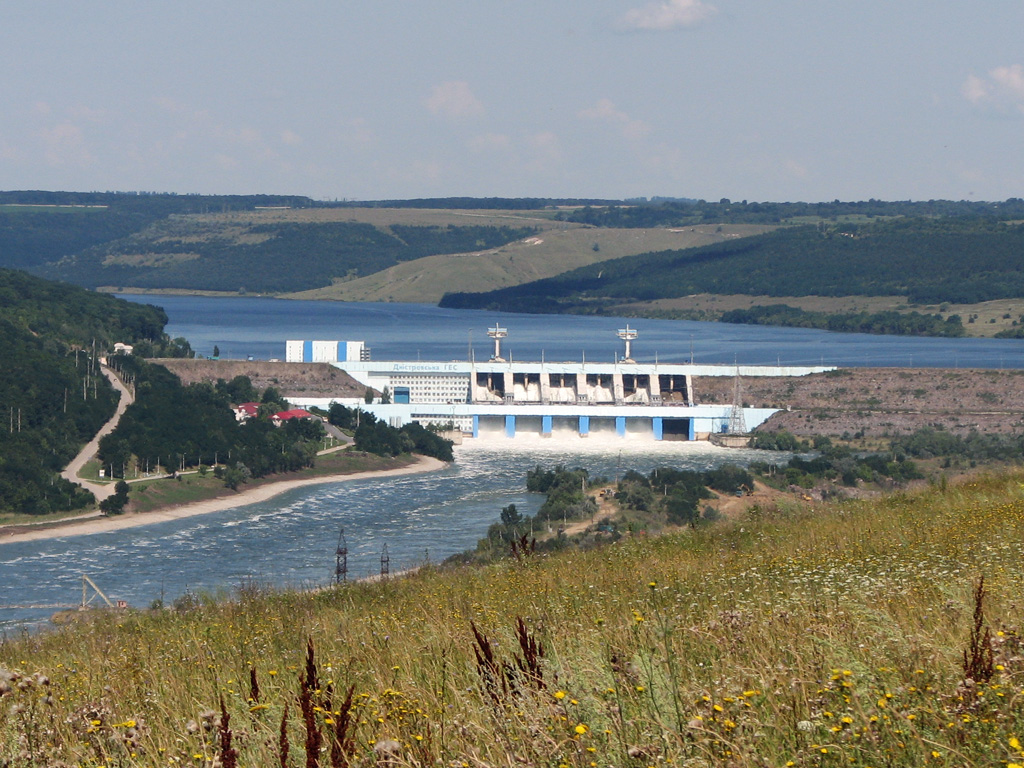
Novodnistrovsk : la centrale hydroélectrique du Dniestr.

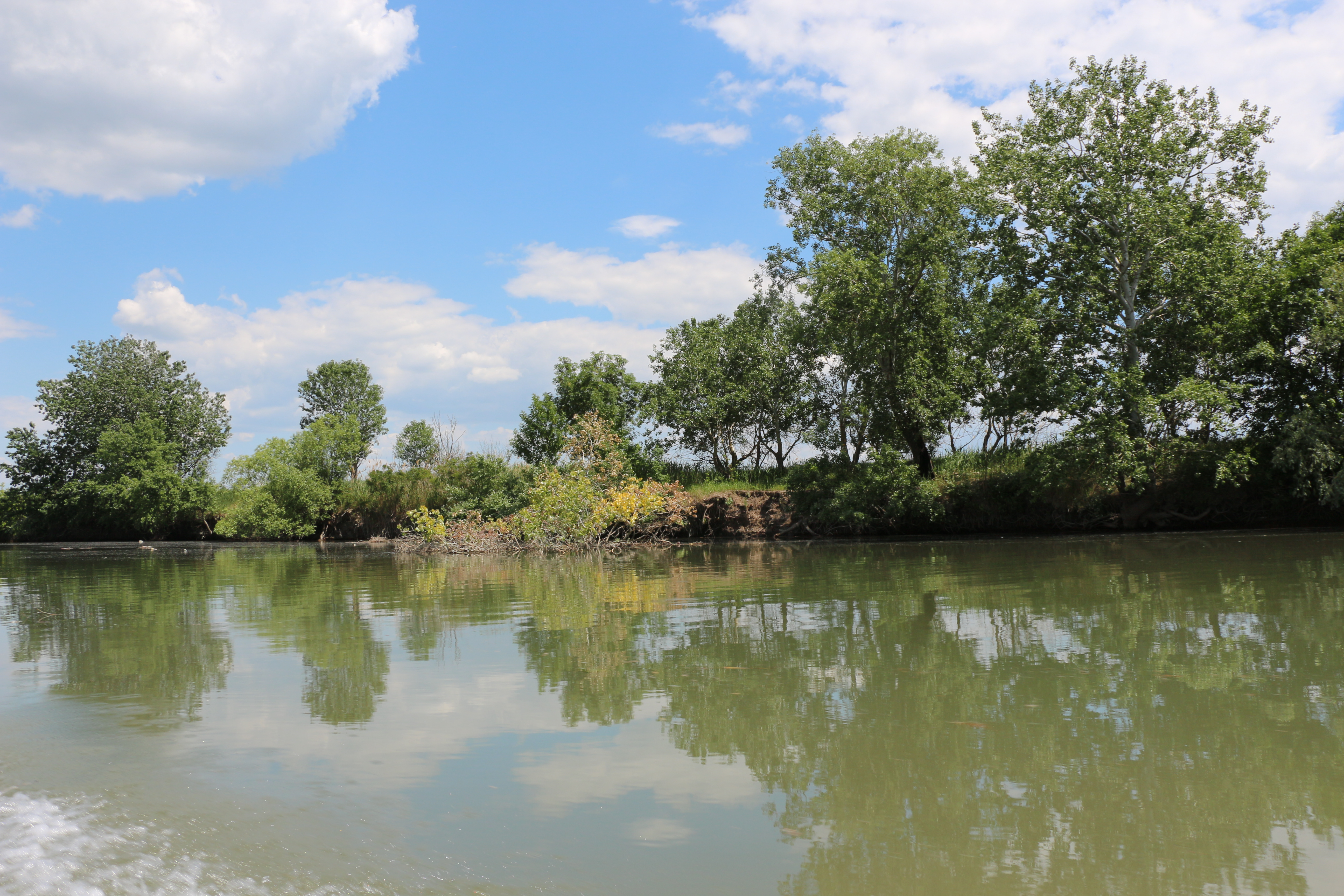
Le site RAMSAR du Bas-Dniestr.

Côté énergie, un barrage au fil de l'eau, une centrale de pompage-turbinage à Secureni en Ukraine et deux centrales hydroélectriques, l'une en Ukraine près de Novodnistrovsk (dite « centrale hydroélectrique du Dniestr ») et l'autre en Moldavie à Dubăsari, produisent de l'électricité et servent à l'irrigation estivale. Côté infrastructures maritimes, la ville de Bilhorod-Dnistrovskyï sur le liman du Dniestr dispose d'un port qui a pris de l'importance depuis l'invasion de l'Ukraine par la Russie en 2022 et les attaques de drones subies par Odessa. Côté préservation de l'environnement, les rives du fleuve sont en partie protégées en Ukraine par le parc national du Dniestr inférieur, le site RAMSAR du Tourntchouk en Galicie et par le parc national de Khotyn dans l'oblast de Tchernivtsi ; en Moldavie les rives du Dniestr inférieur forment un site RAMSAR du Dniestr inférieur.

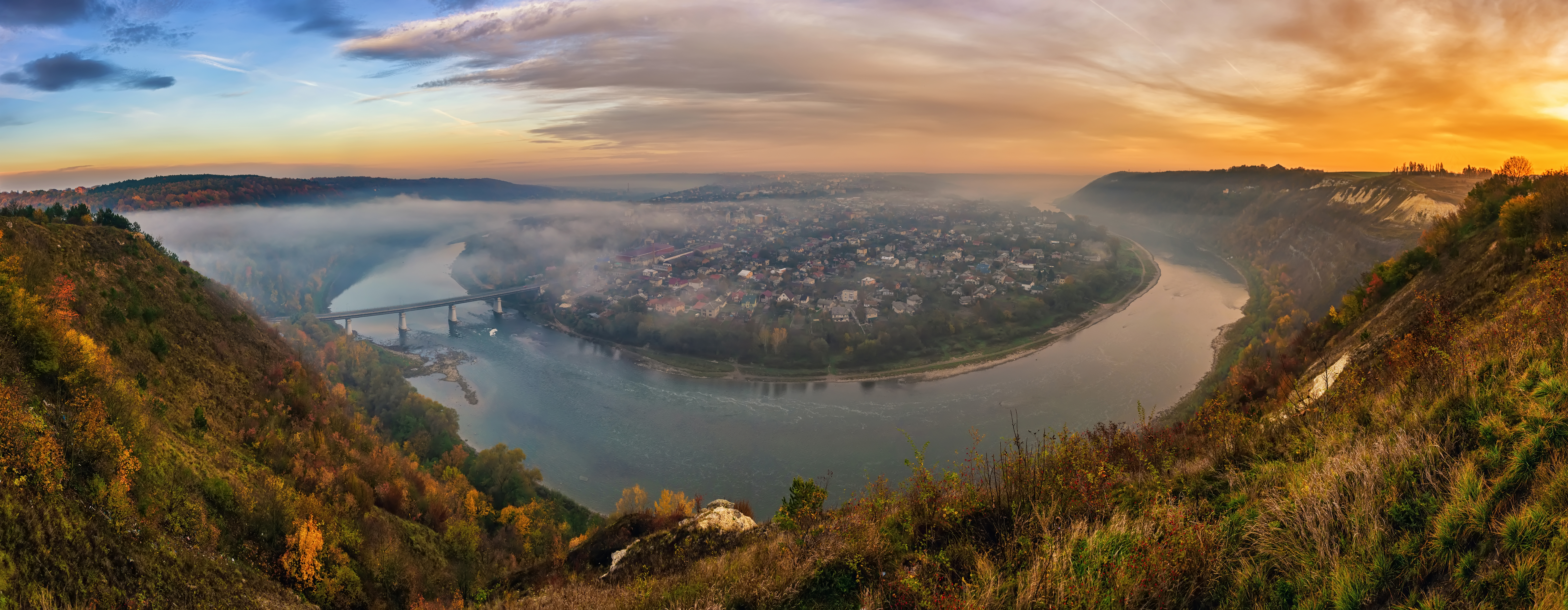
Un méandre du fleuve dans le parc national du Dniestr inférieur, entourant la ville galicienne de Zalichtchyky, vu depuis la colline de Crișceatec (aujourd'hui Khreshchatyk) jadis moldave.